# Изрисувана индонезийска дървесна жаба
Изрисуваните индонезийски дървесни жаби (Theloderma pictum) са вид земноводни от семейство Веслоноги жаби (Rhacophoridae).
Разпространени са в Югоизточна Азия.
Таксонът е описан за пръв път от германския естественик Вилхелм Петерс през 1871 година.